# Asunder, Sweet and Other Distress
Asunder, Sweet and Other Distress (Стилізований, як 'Asunder, Sweet and Other Distress') — п'ятий студійний альбом канадської пост-рок групи Godspeed You! Black Emperor, випущений 31 березня 2015 року.

## Список композицій
| #  | Назва                                    | Тривалість |
| -- | ---------------------------------------- | ---------- |
| 1. | «Peasantry or 'Light! Inside of Light!'» | 10:28      |
| 2. | «Lambs' Breath»                          | 9:52       |
| 3. | «Asunder, Sweet»                         | 6:13       |
| 4. | «Piss Crowns Are Trebled»                | 13:50      |